# Furacão Julia (2022)
O furacão Julia foi um ciclone tropical devastador que causou impactos significativos na América Central como um furacão de categoria 1. Ele originou-se de uma onda tropical no Oceano Atlântico Norte tornando-se uma tempestade nomeada em 7 de outubro. Fez um curso para o sul através do Caribe e passou ao largo da costa da Venezuela no momento em que se tornou um ciclone tropical. Apenas uma tempestade registrada, a tempestade tropical Bret em 1993, seguiu mais ao sul sobre a América do Sul. Foi a décima-segunda depressão, décima tempestade e o quinto furacão da temporada de furacões no Atlântico de 2022, bem como a décima-oitava depressão e a décima-oitava tempestade da temporada de furacões no Pacífico de 2022.
Em 8 de outubro, tornou-se um furacão e passou a atingir a Nicarágua. Ele emergiu no Oceano Pacífico como uma tempestade tropical em 10 de outubro, tornando-se a segunda tempestade da temporada a sobreviver ao cruzamento entre a bacia Atlântico-Pacífico, depois de Bonnie em julho. A tempestade então se moveu brevemente ao longo da costa de El Salvador, antes de se mover para o interior e degenerar em uma baixa remanescente sobre a Guatemala em 10 de outubro. Julia trouxe fortes chuvas que causaram inundações e deslizamentos de terra mortais no norte da Venezuela e em grande parte da América Central. Pelo menos 57 mortes e 56 desaparecidos foram confirmadas em toda o Caribe sul-americano e América Central em 10 de outubro.

## História da tormenta e trajetória incomum de Julia
Em 2 de outubro, o Centro Nacional de Furacões, uma subsidiária da NOAA, começou a monitorar uma onda tropical sobre o Atlântico tropical central para um possível desenvolvimento gradual. Uma ampla área de baixa pressão com um centro mal definido se formou dentro da onda em 4 de outubro, à medida que se aproximava do sul das Ilhas de Barlavento. Uma missão de caçador de furacões na perturbação no dia seguinte encontrou ventos de superfície com força de tempestade tropical, mas determinou que não tinha um centro de circulação bem definido. Devido à ameaça que o sistema em desenvolvimento representava para áreas terrestres no sul do Caribe, o NHC iniciou alertas sobre ele como Potencial Ciclone Tropical Treze em 6 de outubro. Mais tarde naquele dia, depois que imagens de satélite e dados de radar indicaram que a perturbação havia atingido circulação e convecção organizada suficientes, e depois que os dados de pesquisa de caçadores de furacões mostraram a presença de 25–30 kn (29–35 mph; 46–56 km/h) de ventos ao norte do centro, foi designado como uma depressão tropical. Uma forte explosão de convecção profunda desenvolveu-se perto do centro da depressão enquanto se movia pela Península de Guajira no início da manhã de 7 de outubro, e logo depois, fortaleceu-se na tempestade tropical Julia sobre o sudoeste adjacente do Caribe. Depois, a explosão matinal de convecção profunda foi arrancada pelo cisalhamento noroeste, e o centro de baixo nível da tempestade foi exposto pelas próximas horas. Mesmo assim, Julia manteve a intensidade da tempestade tropical. Quando o cisalhamento diminuiu houve um aumento na convecção persistente e profunda sobre o centro, e a tempestade começou a ganhar força. Julia se tornou um furacão de categoria 1 às 23h00 UTC em 8 de outubro, e atingiu seu pico de intensidade às 02h00 UTC em 9 de outubro com ventos sustentados estimados de 85 mph (140 km/h) e uma pressão central mínima de 982 mb (29,00 inHg). Às 07h15 UTC, a tempestade atingiu a costa perto da Lagoa das Pérolas, na Nicarágua, com a mesma intensidade. O sistema então gradualmente enfraqueceu para uma tempestade tropical enquanto se movia para o oeste através da Nicarágua em cerca 13 kn (15 mph; 24 km/h), mantendo uma circulação bem definida e convecção profunda persistindo próximo ao centro.
Às 21h00 UTC em 9 de outubro, a tempestade tropical Julia deixou a bacia do Atlântico e foi designada como um sistema do Pacífico nordeste a cerca de 45 mi (72 km) a oeste-noroeste de Manágua, na Nicarágua, e seu centro emergiu da costa algumas horas depois. Cerca de três horas depois, o sistema completou sua travessia da Nicarágua e emergiu intacto na bacia do Pacífico Oriental, embora continuasse a enfraquecer. O sistema deslocou-se para oeste e depois para oeste-noroeste paralelo e muito próximo das costas da Nicarágua e El Salvador com ventos máximos sustentados de 35 kn (40 mph; 65 km/h). Manteve uma faixa de convecção profunda sobre as porções sul e leste de sua circulação, as áreas ainda não interagindo com o terreno montanhoso do interior. Por volta das 12h UTC em 10 de outubro, o centro da tempestade cruzou a costa de El Salvador, cerca de 35 mi (56 km) a oeste de San Salvador, e depois enfraqueceu para uma depressão tropical, com toda a sua circulação sendo esticada. Mais tarde naquele mesmo dia, Julia degenerou em uma baixa remanescente que se estendia desde a costa da Guatemala até o extremo sudeste do México.

## Preparativos, estragos e vítimas causados por Julia
| País              | Mortes | Prejuízo (USD) |
| ----------------- | ------ | -------------- |
| Trinidad e Tobago | 1      | Desconhecido   |
| Venezuela         | 37     | Desconhecido   |
| Colombia          | 0      | Desconhecido   |
| Nicarágua         | 1      | Desconhecido   |
| Panamá            | 2      | Desconhecido   |
| Honduras          | 5      | Desconhecido   |
| El Salvador       | 10     | Desconhecido   |
| Guatemala         | 8      | Desconhecido   |
| Total:0           | 64     | Desconhecido   |

Pelo menos 57 mortes e 56 desaparecidos foram confirmadas em toda o Caribe sul-americano e América Central em 10 de outubro.

### Trinidad e Tobago
Em 5 de outubro, a perturbação trouxe fortes tempestades para várias ilhas de Barlavento e a costa caribenha da América do Sul. Mais de 2 polegadas (51 mm) de chuva caíram em Trinidad e Tobago em menos de meia hora, causando inundações significativas. Essa inundação resultou em uma fatalidade, depois que uma mulher foi arrastada e acredita-se que se afogou.

### Venezuela
A chuva forte da tempestade causou inundações generalizadas e deslizamentos de terra. Em Las Tejerías, no centro-norte da Venezuela, pelo menos 37 pessoas morreram e 60 desapareceram quando lama e escombros inundaram a cidade.

### Colômbia
O centro de Julia passou logo ao sul da ilha de San Andrés quando estava atingindo a força de furacão a leste da Nicarágua. Autoridades relataram que a tempestade derrubou árvores e derrubou os telhados de várias casas; não houve relatos de mortes.

### América Central
As inundações e deslizamentos de terra gerados por Julia causaram danos generalizados e pelo menos dezesseis pessoas morreram por inundações na América Central: nove em El Salvador, cinco em Honduras, uma na Nicarágua e uma no Panamá. Além disso, duas pessoas estão desaparecidas na Guatemala.